# Dick Hegarty
Richard Hegarty (1885 – 3 tháng 10 năm 1917) là một cầu thủ bóng đá người Anh thi đấu ở vị trí hậu vệ phải thi đấu ở Football League cho Stockport County.

## Đời sống cá nhân
Hegarty phục vụ trong vai trò trung sĩ tài Pháo binh Hoàng gia Anh trong Thế chiến thứ nhất và mất tại Hartlepool vào ngày 3 tháng 10 năm 1917. Ông được chôn ở Stranton Cemetery & Crematorium, Hartlepool.

## Thống kê sự nghiệp
| Câu lạc bộ          | Mùa giải            | Giải vô địch         | Giải vô địch | Giải vô địch | Cúp FA | Cúp FA | Tổng | Tổng |
| Câu lạc bộ          | Mùa giải            | Hạng đấu             | Trận         | Bàn          | Trận   | Bàn    | Trận | Bàn  |
| ------------------- | ------------------- | -------------------- | ------------ | ------------ | ------ | ------ | ---- | ---- |
| Stockport County    | 1905–06             | First Division       | 1            | 0            | 0      | 0      | 1    | 0    |
| Hartlepools United  | 1908–09             | North Eastern League | 26           | 1            | 0      | 0      | 26   | 1    |
| Hartlepools United  | 1909–10             | North Eastern League | 3            | 0            | 1      | 0      | 4    | 0    |
| Hartlepools United  | Tổng                | Tổng                 | 29           | 1            | 1      | 0      | 30   | 1    |
| Tổng cộng sự nghiệp | Tổng cộng sự nghiệp | Tổng cộng sự nghiệp  | 30           | 1            | 1      | 0      | 31   | 1    |